# Фридрих Готлиб Клопшток
Фридрих Готлиб Клопшток (2. јул 1724 — 14. март 1803) је био први класик немачке књижевности. Најпознатији је по свом делу Месије (нем. Der Messias).  

## Живот
Фридрих Готлиб Клопшток је одрастао као најстарије од седамнаесторо деце у пијетистичкој породици. Рођен је у Кведлинбургу, где је провео своје детињство. Након похађања Кведлинбуршке Гимназије, са 15 година одлази у Гимназију за надарене у Шулпфорту (нем. Fürstenschule in Schulpforte), где је стекао темељно хуманистичко образовање. Волео је да чита грчке и латинске класике: Хомера, Пиндара, Вергилија, Хорација и др. Овде је пре свега направио своје прве песничке покушаје и саставио је план за своје Месије (религиозни еп). 
Године 1745. почиње са студијама протестантске теологије у Јени, где је написао своја прва три певања о Месији. Њих је на почетку изложио у прози. Након пресељења у Лајпциг, дело је следеће године написано у хексаметрима. Само појављивање дела 1748. године изазвало је сензацију и постала је узор за месијанску литературу свог доба. У Лајпцигу ствара и прве оде. Добија понуду да постане приватан учитељ у Лангенсалци, коју и прихвата. Током две године боравка овде, Клопшток се заљубљује у Марију-Софију-Шмидт. Емоције које је осећао су се развијале у неколико фаза: опијеност надом, разочарење и елегију одрицања. То га је све подстакло да напише најлепшу од својих ранијих ода за неприступачног љубавника.

### Путовање у Цирих
Јохан-Јакобом Бодмер га позива у Цирих, где Клопшток одлази 21. јула 1750. године. Ту га дочекују не само домаћин, већ и група младих пријaтеља, која га је већ идућег дана окупирала. Убрзо се испоставило да гост и домаћин немају исте погледе на уметност: Клопштог је морао доћи до уверења да од конзервативног Бодмера нема шта да научи, те одлучује да напусти Швајцарску,  у којој је написао неколико ода, а најважнија је "Циришко језеро" (нем. Der Zürchersee), настала поводом вожње са пријатељима и Клопштоковим одушевљењем природе у којој се налазио.

### Клопшток и Данска
Клопштокова слава је брзо стигла до престонице Данске, Копенхагена, у коме је средином 18. века већ постојао јак немачки центар. Високо данско племство било је често у родбинским везама са немачким аристократским породицама; многи значајни Немци били су у данској служби, а у данској метрополи штампане су не само немачке књиге него и листови. Крајем априла 1751. године Клопшток је на позив министра Бернсторфа стигао у Копенхаген. Наступајуће летње месеце он проводи у краљевом летњиковцу Фреденсборгу, заједно са Фридрихом V. Клопшток је био под заштитом данског краља,    тиме је и преносио не тако лепу слику тадашње Немачке. 
Као члан пратње Фридриха V, Клопшток идуће године (1752) одлази у Холштајн и на немачкој територији пева оде: "Две музе" (Die beiden Museen) и "Херман и Туснелда" (Hermann und Thusnelda). Обе су пуне патриотског жара, који је појачан самим тим што је Клопштог дуже време ван своје отаџбине.
Повратком у Данску Клопшток наставља интезиван рад на Месијама, убрзо завршава и издаје свих 10 певања (1755.) Паралелно радом на Месији, Клопшток пише библијске драме "Адамова смрт" (Der Tod Adams, 1757) , "Соломон" (Salomo, 1764) и "Давид" (David, 1772), које се нису одржале на сцени.

## Дела

### Оде
Поред рада на Месији, Клопшток се после смрти своје жене (1758), удубљује у студирање далеке германске прошлости, а нарочито германске митологије. Одушевљава се јуначким подвизима митских германских јунака и велича их; све то подстиче на снажно патриотско осећање, па он пева неколико родољубивих ода: "Ми и они" (Wir und sie, 1766), којом протестује против англоманије која је била у Немачкој доста снажна у трећој четвртини XVIII века. 
У оди "Наш језик" (Unsere Sprache, 1767), показује свој матерњи језик као богињу која стоји на улазу у песнички гај, а тим језиком могу се изразити и најтајнија људска осећања. "Моја отаџбина" (Mein Vaterland, 1768), представља завршну оду у збирци из 1771.
- "Ослободилачки рат",  "Моја заблуда", "Ла Рошфукоовој сенци" и др.Спомен-плоча Клопшток у државној школи Пфорта

### Драме
Патриотизам пробија и у три драме: "Битка у Теутобуршкој шуми" (Hermannsschlacht, 1769), Херман и кнежеви (Hermann und die Fürsten, 1784), Херманова смрт 1787 (Hermans Tod, 1787), које у неку руку сачињавају трилогију. Главни јунак у све три драме јесте Херман, стари германски војсковођа. Клопштог га приказује као вођу слободног народа, који се бори против Римљана - тирана. Клопшток у овим драмама ставља национално изнад страног. Клопшток свесно прави разлику између драма у ужем смислу и трагедијама, како античким, тако и класицистичким.

### Немачка република научника
Као резултат његовог размишљања да се у Бечу отвори нека врста академије, Клопшток пише дело "Немачка република научника" (Die deutsche Gelehrten Republik, 1744), од кога је изашла само прва свеска, а које је доживело велики успех. На позив на претплату одазвало се више од три хиљаде и шест стотина претплатника. Међу њима је била и готова сва немачка интелектуална елита. Клопшток се овде залаже за националну културу, националну историју, немачки језик и за културну националну организацију која би допринела развоју грађанског друштва. У његовој републици има више места за васпитаче и писце, него за научнике; али у њој могу бити сви патриотски елементи који су спремни да допринесу напретку, без обзира које професије били. Он брани достојанство песника, својим ставом да поезија не представља никако подражавање, чак ни природе, него да извире из песника и да оно што је у поезији уметничко - оставља одређени утисак. 

## Француска револуција и Клопшток
Избијањем француске револуције у њему је свом снагом проговорио грађанин, противник аристократског друштва, па је тај историјски доживљај одушевљено поздравио. Већ одом "Die Etats generaux" (1788) поздравља сазивање скупштине трију сталежа (племства, свештенства и грађана) и "одрицања" владајућих од једног дела привилегија као изванредно важан догађај. Клопшток се весели што се Француска ослободила феудалног јарма; у светским аналима не налази ничег сличног грађанској револуцији, па се пита зашто Немци ћуте (Kennt euch selbst, 1789). Оду "Они, а не ми" (Sie, und nicht wir, 1790) посвећује Ла Рошфукоу (François de La Rochefoucauld) са којим је био у контакту и који је један од првих племића који је пришао грађанима; одом се поздравља одлука Народне скупштине (22. и 24. маја 1790) да Француска неће водити освајачки рат, те Клопшток жали што Немачка није предњачила у овоме.
Клопшток је заиста имао храбрости да јавно и гласно испољава своју солидарност са рушењем феудалног поретка у Француској; међутим он је ишао даље: позвао је своје сународнике да ураде исто што су урадили и Французи. Када је феудална коалиција кренула у интервенцију, он диже глас протеста одом "Ослободилачки рат" (Der Freiheitskrieg ,1792), шаље је врховном команданту интервенционистичких снага и тражи да се обустави агресија. 
Отприлике једну шестину својих ода посветио је револуцији у Француској, што доказује како је живо пратио догађаје с леве стране Рајне. Револуционарна Француска одала је немачком песнику признање почасног грађанина (1792). Касније, када је сазнао да на улицама Париза тече крв, тј. да је Луј XVI гиљотиран, пише дела пуна разочарења, а нека од њих су: "Ла Рошфукоовој сенци" (An La Rochefoucauld´s Schatten, 1793), "Моја заблуда" (Mein Irrtum , 1793). 

## Клопштоково стваралаштво
Лиричар Клопшток живи и данас у немачкој литератури; његове оде и друге лирске песме, писане језиком каквим дотле нико није умео да изражава снажне конкретне и поетске доживљаје, али у класичном и слободном метру, значиле су новину у немачкој књижевности. У лирици Клопшток пева о својим пријатељима, љубави, науци, политици, клизању, о природним лепотама немачке земље. Такође пева о далекој германској прошлости не тражећи у њој историјске  чињенице или одређене истине. Он верује у немачку будућност. Клопшток је коначно потиснуо александринац из немачке књижевности и увео хексаметар; Он није довољно водио рачуна о цезури и важности слога. Формама, тоном и изразом лиричар Клопшток је утро пут Гетеу, па је његов утицај у немачкој литератури присутан до наших дана. Клопшрок је имао снажну грађанску свест, која се манифестује не само у његовим књижевним делима, у општим ставовима него и у нападима на сервилне дворске песнике. 
Иако се изјашњавао против рационализма, његова дела нису слободна од елемената против којих је иступао. Ако својим највећим делом "Месијом" и није постао идеолог и водећи песник грађанства, он је својим стваралаштвом и читавим ставом према најактуелнијим проблемима свога доба снажно говорио у име антифеудалних снага своје земље. Међу савременим писцима само су Лесинг и Шилер имали јачу грађанску свест.

## Смрт
Клопшток умире у Хамбургу 14. марта 1803. године у својој 78-ој години живота.